# Rodi (unità periferica)
L'unità periferica di Rodi (in greco Περιφερειακή ενότητα Ρόδου?) è una delle tredici unità periferiche in cui è divisa la periferia dell'Egeo Meridionale.
Il territorio comprende le isole di Rodi, Calchi, Castelrosso, Simi, Piscopi oltre a numerose isole dell'Egeo.

## Geografia antropica

### Suddivisioni amministrative
L'unità periferica è stata istituita il 1º gennaio 2011 a seguito dell'entrata in vigore della riforma amministrativa detta Programma Callicrate. Precedentemente era parte della prefettura del Dodecaneso ed è suddivisa nei seguenti comuni (i numeri si riferiscono alla posizione del comune nella mappa qui a fianco):
- Calchi (15)
- Castelrosso (10)
- Rodi (1)
- Simi (13)
- Piscopi (14)